# 7153 Vladzakharov
7153 Vladzakharov là một tiểu hành tinh vành đai chính với chu kỳ quỹ đạo là 1316.4810112 ngày (3.60 năm).
Nó được phát hiện ngày 2 tháng 12 năm 1975. Nó được đặt theo tên nhà vật lý Nga Vladimir E. Zakharov.